# Floralies
Pour l’article homonyme, voir Floralies (collection littéraire).

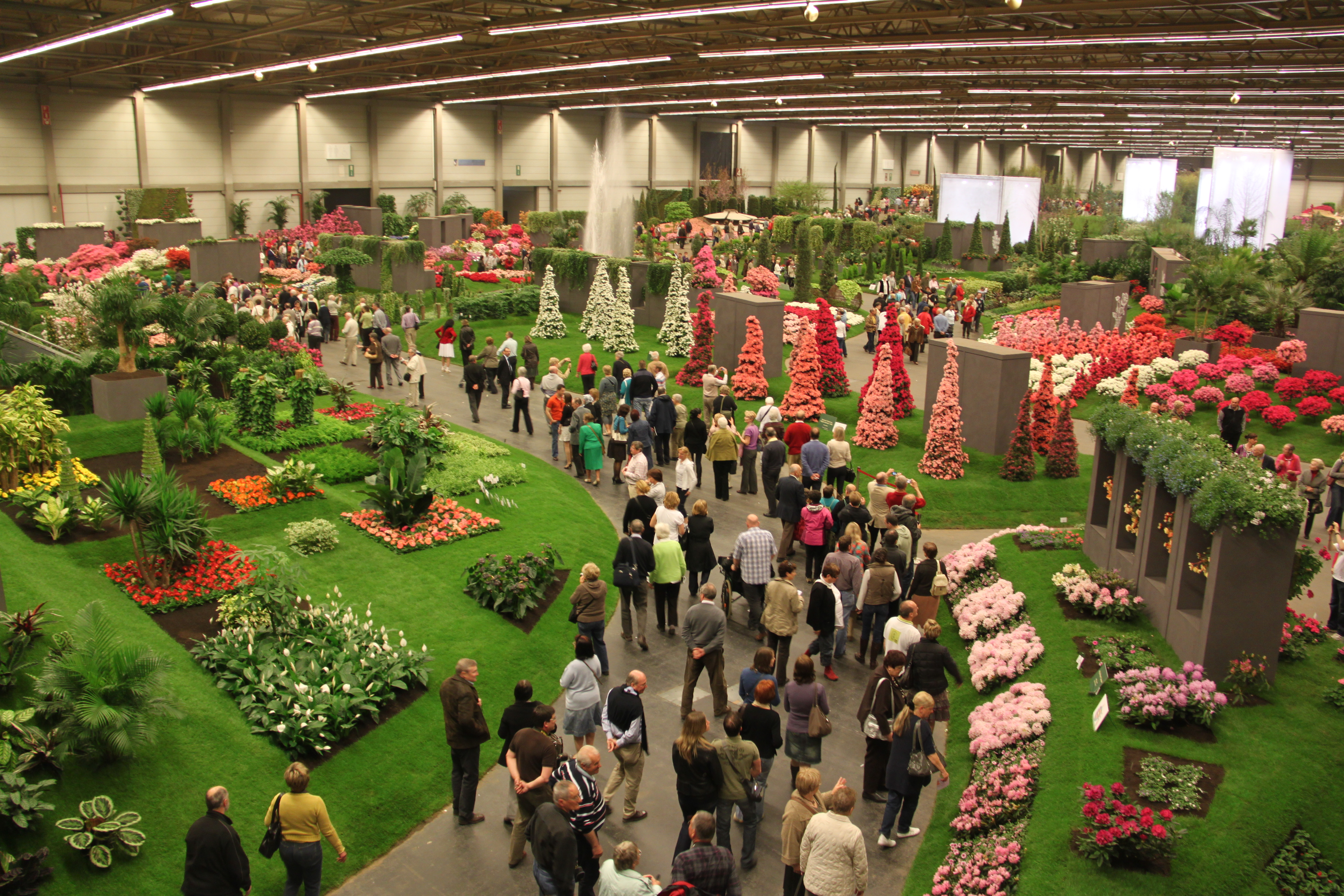
Les floralies de Gand (2010).

Les floralies sont des expositions horticoles où sont présentées de nombreuses plantes à fleurs. Le mot floralies qui vient du latin floralia est apparu en 1842 pour désigner une exposition de fleurs.

## Histoire des floralies
Elles ont repris le nom des jeux floraux romains.
Les floralies sont passées de l'exposition de plantes et la reconstitution de jardins à une recherche esthétique et culturelle qui place le jardin comme espace d'art et de culture.

## Types de floralies
- Dédiées à un groupe de fleurs: les tulipes aux floralies du château de Grand-Bigard à Bruxelles, les roses au Festival de la Rose de Loches en Indre-et-Loire, les  plantes sauvages de Savoie et du Dauphiné aux floralies alpines de Montmélian (chaque année depuis 1966), ainsi qu'aux floralies alpines de Serre Chevalier depuis 1997[1]. Les floralies de tulipes et autres plantes à bulbe de Keukenhof aux Pays-Bas sont parmi les plus connues au monde.
- Dédiées à un thème. Ainsi en 2008 les floralies de Cahors avaient pour thème « les 7 péchés capitaux », celles de Cognac les iles du monde, alors qu'en 2000 pour ses septièmes floralies Concèze en Corrèze avait choisi la poésie[2] et Pau « Symphonie Végétale, Rêve de Jardin » tout en proposant une exposition d'orchidées et en organisant un prix, la coupe des fleuristes[3].
- Dédiées à un mode de culture : les floralies du Val de l'Indre, en 2008 au Château de Candé avec pour thème à fleur de pots.

## Floralies internationales
Les floralies sont internationales si elles regroupent des exposants de plusieurs pays.

## Floralies nationales en France
Un très grand nombre de floralies est une spécificité de nombreux départements, à diverses époques de l'année.
Les floralies nationales, créées en 1906, organisées chaque année dans une ville différente, sont toujours liées au Congrès de la Société Française des Chrysanthémistes. Elles ont été organisées à Pau en 2003 et avant à Saint-Étienne, Alès, Bourges, Clermont-Ferrand, Orléans, Strasbourg pour ne citer que quelques lieux.
Les floralies du Nord ont lieu tous les deux ans, chaque fois dans une ville différente, en 2008 à Douai. Les réalisations sont surtout le fait des communes labellisées « villes et villages fleuris ».
Floralies comtoises à Exincourt, dédiées aux plantes tropicales. 
Cependant des difficultés dues aussi bien à des contraintes financières que techniques et réglementaires mettent en jeu l'avenir de nombreuses floralies : en 2001 celles de Cahors ont été annulées, tout comme celles de Sanary-sur-Mer en 2007.